# Menemerus
Menemerus Simon, 1868 è un genere di ragni appartenente alla famiglia Salticidae.

## Distribuzione
Le 69 specie oggi note di questo genere sono diffuse prevalentemente in tutta la fascia fra i tropici; reperiti anche in tutta Europa e nell'Africa meridionale.
In Italia sono state reperite tre specie di questo genere

## Tassonomia

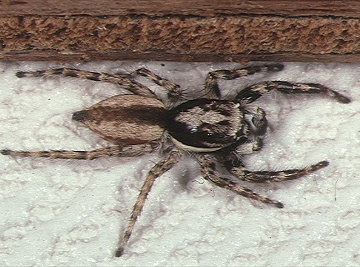
Menemerus bivittatus, maschio

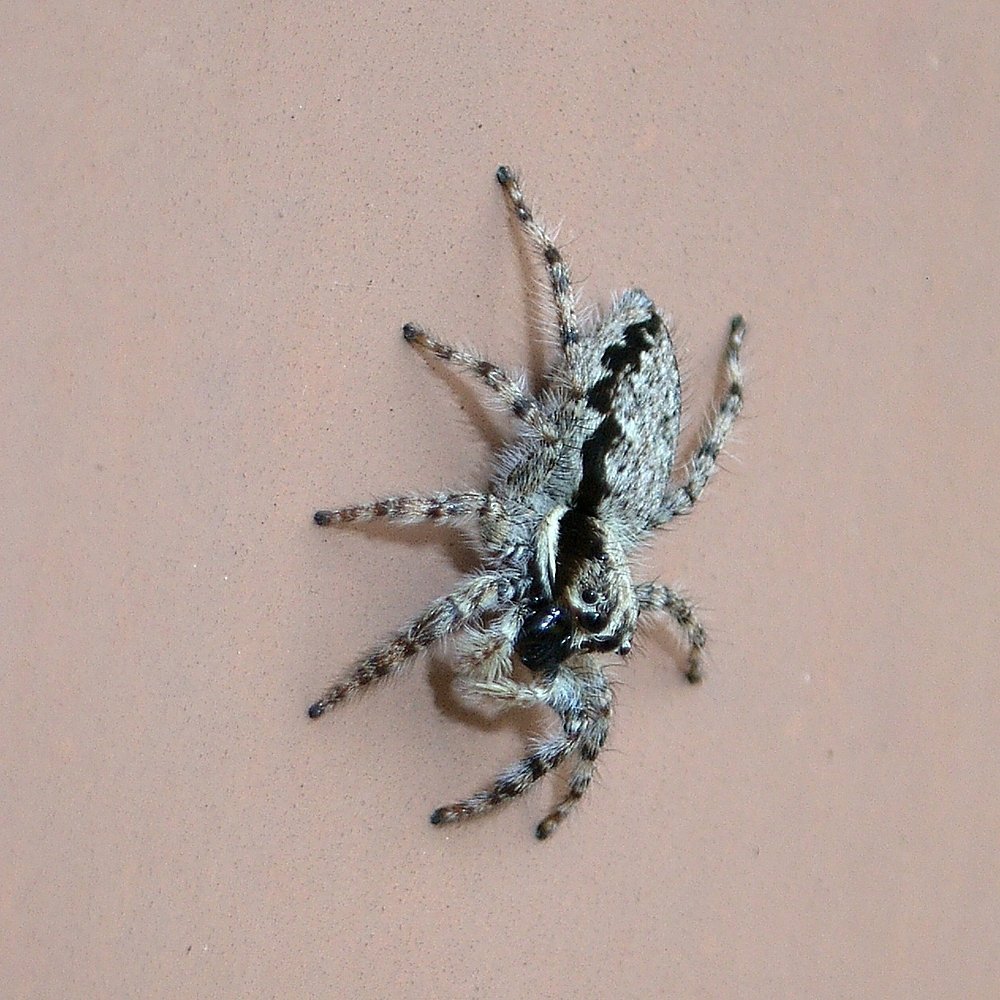
Menemerus fulvus, femmina

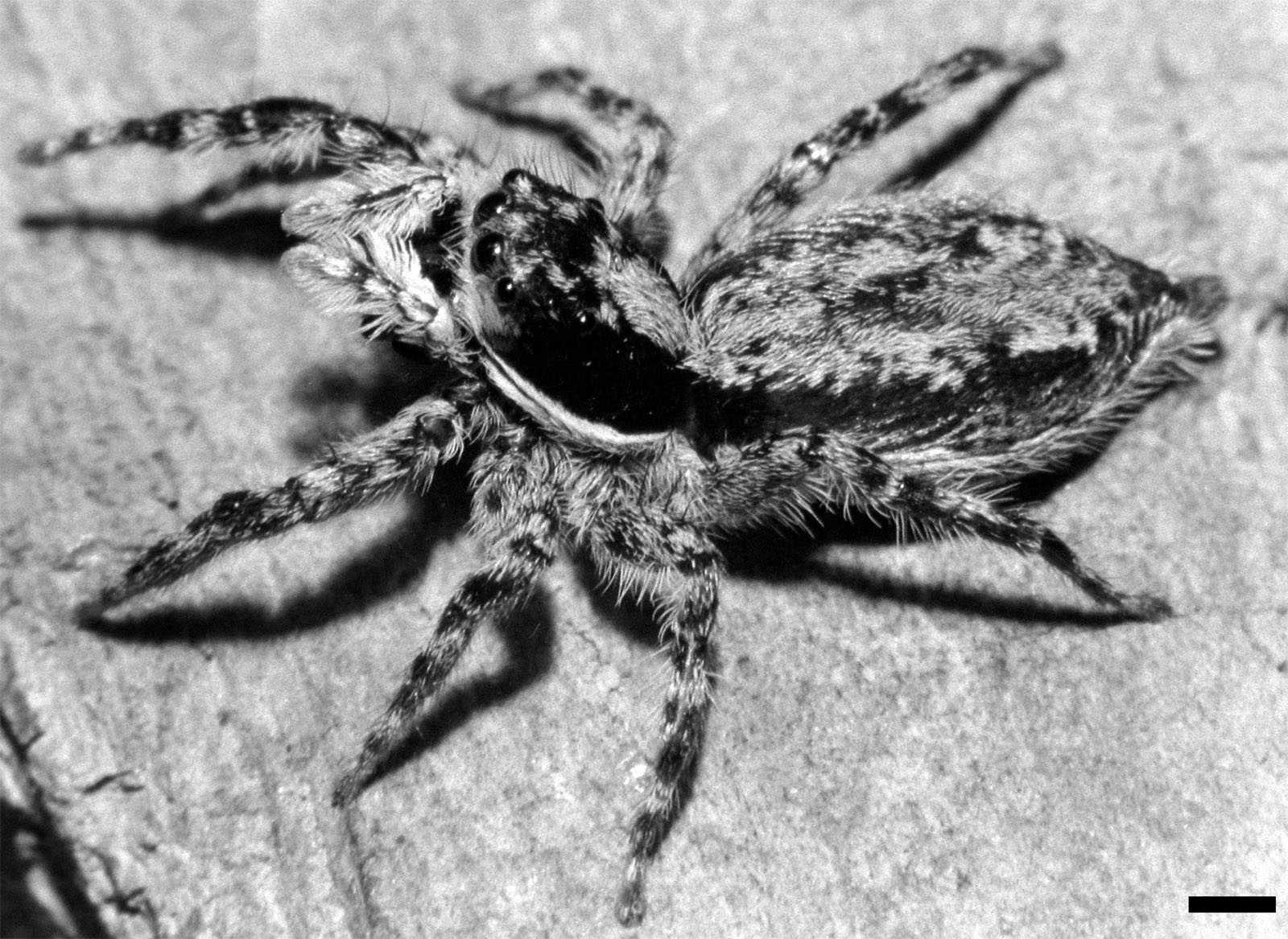
Menemerus bivittatus, femmina

Considerato un sinonimo anteriore di Camponia Badcock, 1932 a seguito di uno studio dell'aracnologa Galiano del 1979 e di Stridulattus Petrunkevitch, 1926 a seguito di uno studio di Jastrzebski del 1997.
A dicembre 2010, si compone di 69 specie:
1. Menemerus acuminatus Rainbow, 1912 — Queensland
2. Menemerus affinis Wesolowska & van Harten, 2010 — Emirati Arabi Uniti
3. Menemerus albocinctus Keyserling, 1890 — Isole Nicobare
4. Menemerus animatus O. P.-Cambridge, 1876 — dal Senegal all'Iraq
5. Menemerus arabicus Prószynski, 1993 — Arabia Saudita
6. Menemerus bicolor Peckham & Peckham, 1896 — Guatemala
7. Menemerus bifurcus Wesolowska, 1999 — Africa meridionale
8. Menemerus bivittatus (Dufour, 1831) — zona intertropicale (presente in Italia)
9. Menemerus brachygnathus (Thorell, 1887) — dall'India al Giappone
10. Menemerus bracteatus (L. Koch, 1879) — Queensland
11. Menemerus brevibulbis (Thorell, 1887) — dal Senegal all'India
12. Menemerus carlini (Peckham & Peckham, 1903) — Africa meridionale
13. Menemerus congoensis Lessert, 1927 — dal Sudan al Sudafrica
14. Menemerus cummingorum Wesolowska, 2007 — Zimbabwe
15. Menemerus davidi Prószynski & Wesolowska, 1999 — Africa settentrionale, Israele
16. Menemerus depressus Franganillo, 1930 — Cuba
17. Menemerus desertus Wesolowska, 1999 — Algeria
18. Menemerus dimidius (Schmidt, 1976) — Isole Canarie
19. Menemerus eburnensis Berland & Millot, 1941 — Africa occidentale
20. Menemerus errabundus Logunov, 2010 — Iran
21. Menemerus fagei Berland & Millot, 1941 — dall'Africa occidentale allo Yemen
22. Menemerus falsificus Simon, 1868 — Europa meridionale
23. Menemerus fasciculatus Franganillo, 1930 — Cuba
24. Menemerus felix Hogg, 1922 — Vietnam
25. Menemerus formosus Wesolowska, 1999 — Kenya
26. Menemerus fulvus (L. Koch, 1878) — dall'India al Giappone
27. Menemerus guttatus Wesolowska, 1999 — Marocco
28. Menemerus illigeri (Audouin, 1826) — Portogallo, Africa settentrionale, Medio Oriente, Isola di Sant'Elena
29. Menemerus kochi Bryant, 1942 — Isole Vergini
30. Menemerus legalli Berland & Millot, 1941 — Mali
31. Menemerus legendrei Schenkel, 1963 — Cina
32. Menemerus lesnei Lessert, 1936 — Namibia, Botswana, Mozambico
33. Menemerus lesserti Lawrence, 1927 — Africa meridionale
34. Menemerus magnificus Wesolowska, 1999 — Camerun
35. Menemerus marginalis (Banks, 1909) — Costa Rica
36. Menemerus marginatus (Kroneberg, 1875) — Asia centrale
37. Menemerus meridionalis Wesolowska, 1999 — Sudafrica
38. Menemerus minshullae Wesolowska, 1999 — Zimbabwe, Malawi
39. Menemerus mirabilis Wesolowska, 1999 — Etiopia
40. Menemerus modestus Wesolowska, 1999 — Tunisia
41. Menemerus namibicus Wesolowska, 1999 — Namibia
42. Menemerus natalis Wesolowska, 1999 — Sudafrica
43. Menemerus ochraceus Franganillo, 1930 — Cuba
44. Menemerus pallescens Wesolowska & van Harten, 2007 — Yemen
45. Menemerus paradoxus Wesolowska & van Harten, 1994 — Yemen
46. Menemerus patellaris Wesolowska & van Harten, 2007 — Yemen
47. Menemerus pentamaculatus Hu, 2001 — Cina
48. Menemerus pilosus Wesolowska, 1999 — Namibia
49. Menemerus placidus Wesolowska, 1999 — Namibia
50. Menemerus plenus Wesolowska & van Harten, 1994 — Yemen
51. Menemerus proximus Franganillo, 1935 — Cuba
52. Menemerus pulcher Wesolowska, 1999 — Mauritania
53. Menemerus rabaudi Berland & Millot, 1941 — Guinea
54. Menemerus raji Dyal, 1935 — Pakistan
55. Menemerus regius Wesolowska, 1999 — Etiopia
56. Menemerus ridens (Hogg, 1914) — Australia occidentale
57. Menemerus rubicundus Lawrence, 1928 — Namibia
58. Menemerus sabulosus Wesolowska, 1999 — Namibia
59. Menemerus schutzae Denis, 1961 — Francia
60. Menemerus semilimbatus (Hahn, 1829)[3] — dalle Isole Canarie all'Azerbaigian (presente in Italia); Argentina
61. Menemerus silver Wesolowska, 1999 — Tunisia
62. Menemerus soldani (Audouin, 1826) — Africa settentrionale
63. Menemerus taeniatus (L. Koch, 1867) — dal Mediterraneo al Kazakistan (presente in Italia); Argentina
64. Menemerus transvaalicus Wesolowska, 1999 — Sudafrica
65. Menemerus tropicus Wesolowska, 2007 — Kenya, Uganda
66. Menemerus utilis Wesolowska, 1999 — Tunisia
67. Menemerus vernei Berland & Millot, 1941 — Guinea
68. Menemerus wuchangensis Schenkel, 1963 — Cina
69. Menemerus zimbabwensis Wesolowska, 1999 — Zimbabwe, Sudafrica

### Specie trasferite
Genere in continua evoluzione, attualmente conta ben 24 specie trasferite ad altri generi:
1. Menemerus acostae Schenkel, 1953; trasferita al genere Pachomius
2. Menemerus banksi Roewer 1951; trasferita al genere Terralonus
3. Menemerus bicruciatus Mello-Leitão, 1943; trasferita al genere Breda
4. Menemerus cinctus O. P.-Cambridge, 1885; trasferita al genere Pseudicius
5. Menemerus clemens (O. P.-Cambridge, 1872); trasferita al genere Plexippus
6. Menemerus crassus Hogg, 1922; trasferita al genere Plexippus
7. Menemerus cruciferus Keyserling, 1885; trasferita al genere Anasaitis
8. Menemerus dabanis Hogg, 1922; trasferita al genere Pancorius
9. Menemerus deletus O. P.-Cambridge, 1885; trasferita al genere Pseudicius
10. Menemerus devorans (O. P.-Cambridge, 1872); trasferita al genere Plexippus
11. Menemerus fagei Schenkel, 1963; trasferita al genere Heliophanus
12. Menemerus falconensis Schenkel, 1953; trasferita al genere Freya
13. Menemerus flavescens (O. P.-Cambridge, 1872); trasferita al genere Plexippoides
14. Menemerus fraternus Banks, 1932; trasferita al genere Terralonus
15. Menemerus frigidus O. P.-Cambridge, 1885; trasferita al genere Pseudicius
16. Menemerus himeshimensis Dönitz & Strand, 1906; trasferita al genere Hakka
17. Menemerus incertus O. P.-Cambridge, 1885; trasferita al genere Pseudicius
18. Menemerus indistinctus (O. P.-Cambridge, 1872); trasferita al genere Mogrus
19. Menemerus insolidus Wesolowska, 1999; trasferita al genere Icius
20. Menemerus pullus (Karsch, 1879); trasferita al genere Marpissa
21. Menemerus quadrinotatus Mello-Leitão, 1939; trasferita al genere Phiale
22. Menemerus tetralineatus Caporiacco, 1939; trasferita al genere Phlegra
23. Menemerus ursinus Mello-Leitão, 1945; trasferita al genere Phiale
24. Menemerus yunnanensis Schenkel, 1963; trasferita al genere Pseudicius

### Nomina dubia
- Menemerus dubius Berland & Millot, 1941; un esemplare femminile, rinvenuto in Guinea, a seguito di uno studio dell'aracnologa Wesolowska del 1999 è da ritenersi nomen dubium[1].
- Menemerus gesneri (Audouin, 1826); un esemplare femminile, rinvenuto in Egitto, inizialmente descritto nell'ex-genere Attus e trasferito qui da Reimoser nel 1919, a seguito di uno studio dell'aracnologa Wesolowska del 1999 è da ritenersi nomen dubium[1].
- Menemerus hottentotus Strand, 1907; un esemplare femminile, rinvenuto in Sudafrica, a seguito di uno studio dell'aracnologa Wesolowska del 1999 è da ritenersi nomen dubium[1].
- Menemerus hunteri (Audouin, 1826); un esemplare femminile, rinvenuto in Egitto, inizialmente descritto nell'ex-genere Attus e trasferito qui da Reimoser nel 1919, a seguito di uno studio dell'aracnologa Wesolowska del 1999 è da ritenersi nomen dubium[1].
- Menemerus milloti Denis, 1966; un esemplare femminile, rinvenuto in Libia, a seguito di uno studio dell'aracnologa Wesolowska del 1999 è da ritenersi nomen dubium[1].
- Menemerus niger Caporiacco, 1949; esemplari giovanili, rinvenuti in Kenya, a seguito di uno studio dell'aracnologa Wesolowska del 1999 sono da ritenersi nomina dubia[1].